# Newport (Rhode Island)
Newport è una città balneare degli Stati Uniti d'America, nella contea di Newport, nello Stato del Rhode Island.

## Geografia fisica
Si trova circa 48 km a sud di Providence, la capitale dello Stato e sorge su un promontorio nell'isola di Aquidneck. È bagnata dalle acque della baia di Narragansett, un grande estuario in cui si trovano oltre trenta isole e che sfocia nell'oceano Atlantico
È il capoluogo della contea di Newport. Fanno parte del territorio comunale le località (village) di Castle Hill, Coasters Harbor, Coddington Point, Fort Adams, Forty Steps, Goat Island, Ochre Point, Rose Island e Tonomy Hill.

## Storia
La prima ufficiale chiesa dei battisti del settimo giorno presente in America fu inaugurata a Newport nel mese di dicembre del 1671. A Newport si può visitare la sinagoga Touro, costruita nel 1763 per volere di Peter Harrison in epoca coloniale; è una delle prime sinagoghe edificate in Nord America e la più antica ancor oggi esistente negli Stati Uniti. In città è stato celebrato il matrimonio tra Jacqueline Bouvier e John Fitzgerald Kennedy, il 12 settembre 1953.

## Economia
La città ospita una borghesia tra le più ricche degli Stati Uniti. Nel XIX secolo si insediarono a Newport ricche famiglie del sud che scelsero un ambiente più temperato e ricchi yankee vi costruirono le proprie grandi magioni. Molte di queste famiglie si erano arricchite con i traffici marittimi con la Cina della dinastia Qing.
Altre famiglie molto abbienti si trasferirono a Newport all'inizio del XX secolo, tra le quali i Vanderbilt, gli Astor e gli Widener, costruendosi sontuose dimore, molte delle quali furono disegnate dall'architetto Richard Morris Hunt, che a sua volta abitava a Newport. Molte di queste antiche abitazioni sono diventate dei musei aperti al pubblico.
Famoso porto fin dal XVII secolo, Newport ospita lo United States Naval War College, il Naval Undersea Warfare Center e il principale centro d'addestramento della United States Navy.

## Attrazioni turistiche

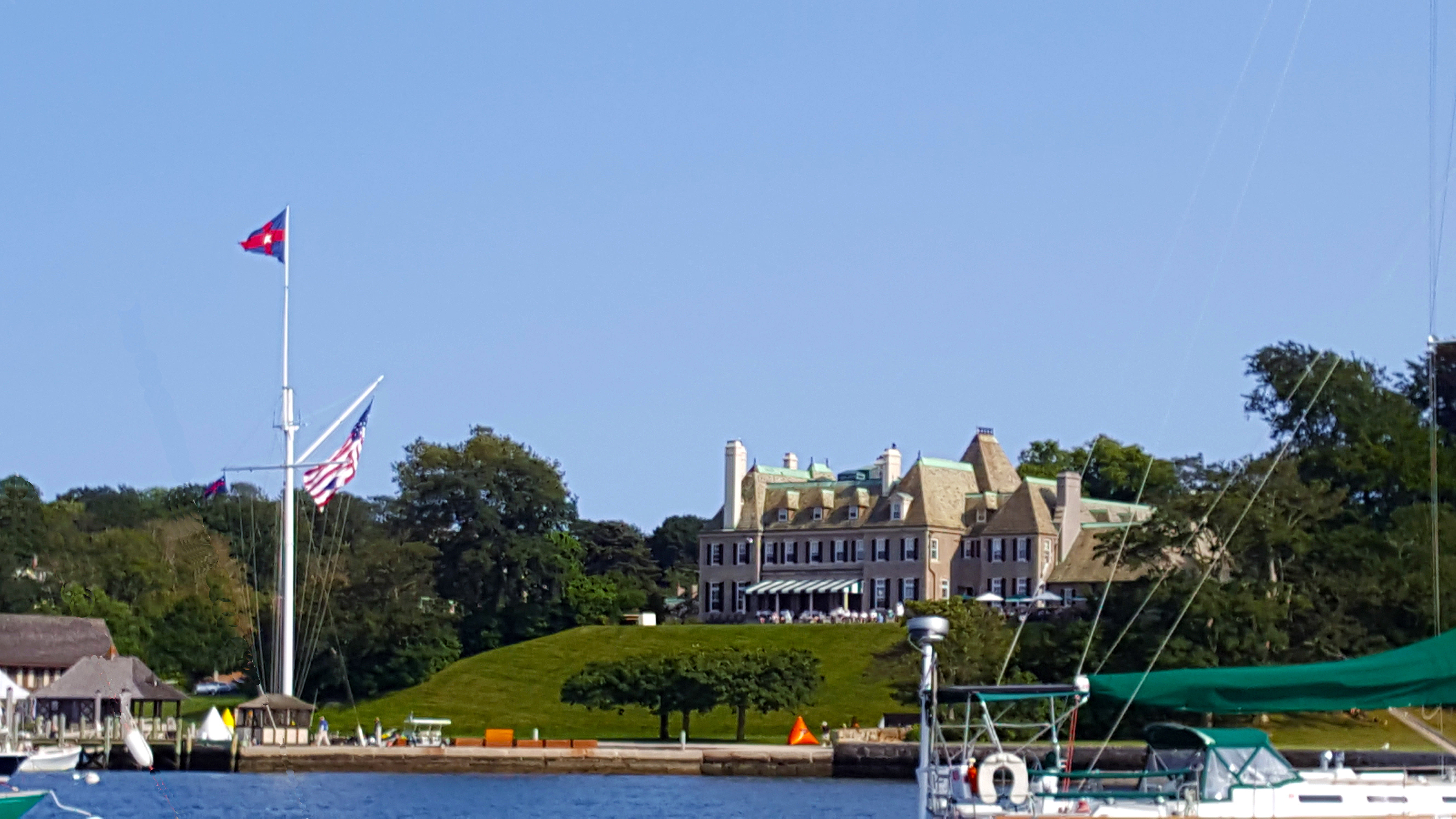
La clubhouse del New York Yacht Club

Newport rivendica di essere la capitale mondiale della vela, certamente è uno dei più importanti porti turistici degli Stati Uniti. Per questo la cittadina è stata scelta come sede della National Sailing Hall of Fame che vi è stata trasferita da Annapolis nel 2019. Vari circoli velici hanno una sede in città, a partire dal New York Yacht Club.
A Newport si è disputata la America's Cup dal 1930 al 1983, ed oggi rimane la località di partenza della regata d'altura Newport Bermuda Race.
È sede di un  ponte che si trova all'ingresso sud della città e della International Tennis Hall of Fame, sui cui campi in erba si svolge un torneo tennistico del circuito maggiore. Nel territorio comunale si svolgono ogni estate due eventi musicali, il Newport Jazz Festival ed il Newport Folk Festival.

## Amministrazione

### Gemellaggi
Newport è gemellata con:
- Imperia, dal 1978
- Kinsale
- Shimoda
- Skiathos
- Saint John (Canada)
- Ponta Delgada